# Var dag är en sällsam gåva
Var dag är en sällsam gåva är en kristen sång som har nummer 180 i den svenska psalmboken och är en av de 325 sånger som är gemensamma för alla kristna samfund i Sverige. Den skrevs som en dikt när författaren Mads Nielsen hade semester 1917 och sjungs till en melodi som skrevs samma år av Oscar Bandsberg, som var ledare för Frälsningsarméns musikavdelning i Danmark. Sången översattes till svenska år 1984 av Harry Lindström.